# Ukęśla indyjska

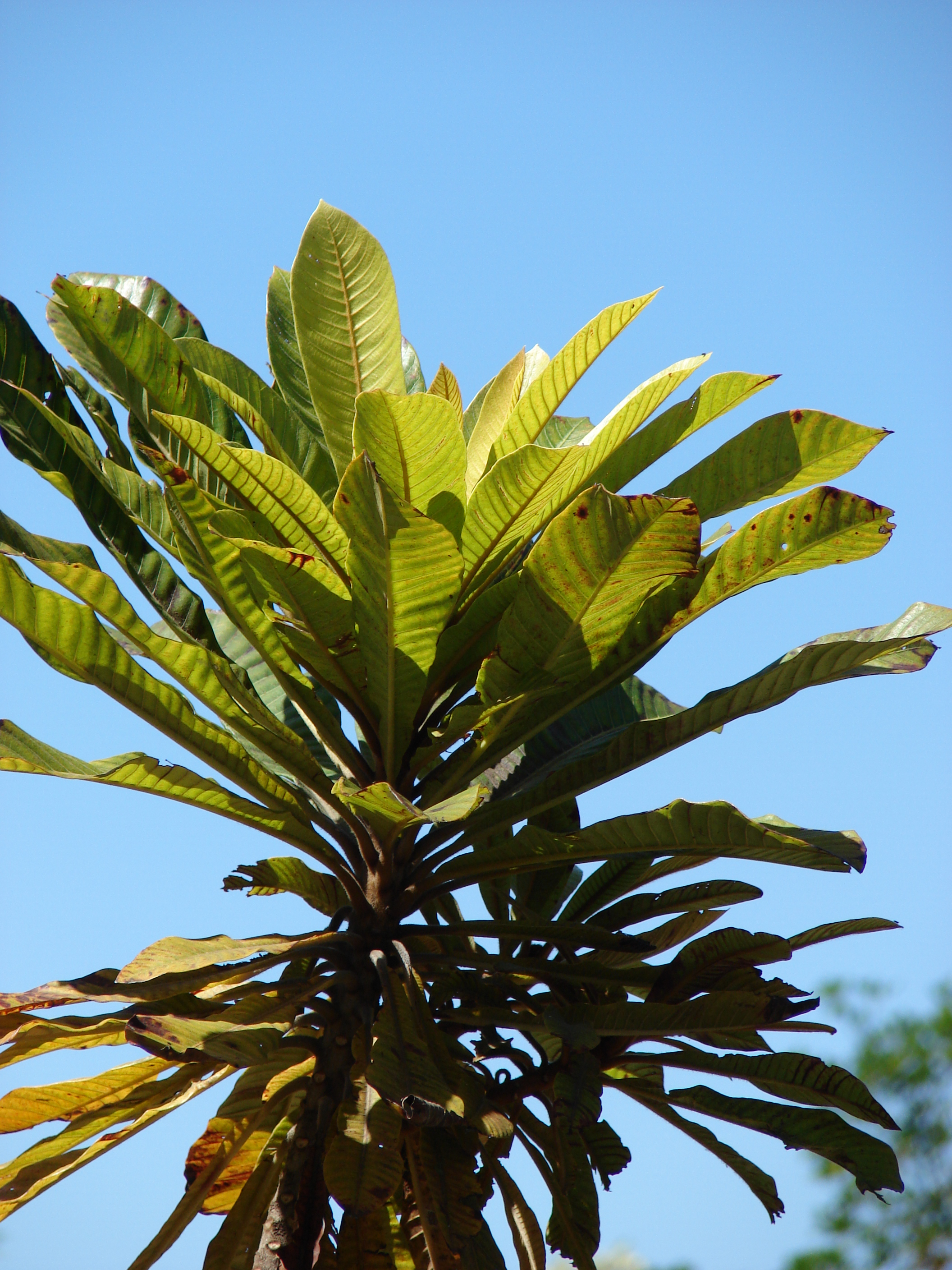
Korona drzewa

Ukęśla indyjska (Dillenia indica) – gatunek rośliny z rodziny ukęślowatych (Dilleniaceae), pochodzący z Półwyspu Indyjskiego i Azji Południowo-Wschodniej.

## Morfologia
PokrójDrzewo osiągający wysokość do 15 m, pień krótki, czerwonobrązowy, korona szeroka i gęsta.
LiścieNaprzeciwległe, podłużne, długości do 35 cm, ząbkowane, z gęstym i wyraźnym, niemal równoległym unerwieniem.
KwiatyBardzo duże (do 20 cm średnicy), białe, pięć asymetrycznych płatków korony, z licznymi żółtymi pręcikami i kilkunastoma gałązkami znamienia słupka.
OwoceJabłkowate, o średnicy do 15 cm, zbudowane grubych działek kielicha.

## Zastosowanie
- Owoce są jadalne, aromatyczne lecz cierpkie. Z tego względu wykorzystywane są głównie na przetwory: dżemy, pikle, chutneye. Z mięsistych działek kielicha sporządza się orzeźwiający napój. Owoce także dodawane do curry lub gotowane jako jarzyna.
- Drewno twarde i bardzo wytrzymałe, wykorzystywane w konstrukcjach podwodnych[5]
- Często sadzona ze względu na atrakcyjne kwiaty[6]